# Magdalena Titirici
Magdalena (Magda) Titirici (n. 1977, București, România) este o chimistă română, profesor la Imperial College din Londra.

## Copilărie și educație
Titirici s-a născut în București. A studiat chimia la Universitatea din București și a absolvit în 1999. A obținut doctoratul la Universitatea Tehnică din Dortmund în anul 2005, lucrând în domeniul polimerilor imprentați molecular. De asemenea, a lucrat la Universitatea Johannes Gutenberg din Mainz în timpul studiilor postuniversitare. A terminat și un postdoctorat la Institutul Max Planck pentru Coloizi și Interfețe.

## Cercetare
Titirici s-a alăturat Universității Queen Mary din Londra în 2013 în calitate de conferențiar, iar în 2014 a fost promovată la gradul de profesor. Grupul condus de Titirici utilizează biomasă și procese hidrotermale pentru a crea produse din carbon. În 2019, Magda Titirici s-a mutat la Imperial College, la catedra de inginerie chimică. Grupul condus acolo este interesat de modul în care nanomaterialele pe bază de carbon produse în procesele hidrotermale (HTC) pot fi utilizate în reacții electrocatalitice, precum reducerea și evoluția oxigenului. De asemenea, lucrează la electrozi pentru stocarea energiei în acumulatori litiu-ion și sodiu-ion. Titirici conduce un grup de cercetare care lucrează în mai multe proiecte axate pe materiale durabile. Grupul a publicat peste 130 de articole în reviste științifice peer-review. De asemenea, a contribuit la cartea Global Sustainability: A Nobel Cause.